# Эдельсон, Аполлон Николаевич
Аполлон Николаевич Эдельсон (1827, Рязань — 2 февраля 1896 года, Рига) — рижский и лифляндский архитектор, проектировщик, церковный зодчий.

## Рождение, семья
Аполлон Эдельсон родился в Рязани в семье эконома Рязанской гимназии Николая Ивановича Эдельсона, этнического немца, который, однако, по воспоминаниям современников, совершенно не владел немецким языком. Семью отличали высокие культурные и интеллектуальные традиции, а также любовь к современной и классической русской литературе. В частности, старший брат Аполлона Евгений Николаевич Эдельсон водил дружбу с известными русскими литераторами его времени. Долгие годы он работал литературным критиком и обозревателем в таких печатных изданиях, как «Московские ведомости» и «Всемирный труд», для которых он, будучи тонким стилистом, переводил поэтические произведения и прозу с иностранных языков на русский. К тому же Евгений Эдельсон занимался издательской деятельностью и вместе с драматургом А. Н. Островским принимал активное участие в деятельности интеллектуально-просветительского кружка «Молодой москвитянин».

## Начало творчества
Будущий архитектор Аполлон Эдельсон окончил Санкт-Петербургский институт гражданских инженеров, после чего в поисках трудоустройства, по-видимому, прошёл строительную практику за пределами Российской империи. В целом ранний этап его творческой биографии мало исследован. Доподлинно неизвестно, в каких иностранных городах Эдельсон проходил стажировку. Известно, что некоторое время он проживал в Митаве, где стал помощником начальника Курляндской дорожно-строительной управы. По всей видимости, именно здесь молодой архитектор женился на Маргарите Тотлебен, кузине военачальника и инженера Эдуарда Ивановича Тотлебена. Из Митавы он со своей семьёй позже прибыл в Ригу, вероятно, на постоянное место жительства.

## Работы
В Риге началась его архитектурная карьера, правда, на начальном этапе не все его архитектурные произведения воспринимались критиками однозначно. Например, Аполлону Эдельсону поручили спроектировать каменную колокольню для православной деревянной церкви Александра Невского, которая возвышается на Александровском бульваре в центре Риги. Эдельсон принял решение осуществить проект в лучших традициях московского сакрального зодчества XVII столетия, но в то же время органично адаптировать стиль «нарышкинского необарокко» к уже существовавшему церковному зданию, спроектированному после Отечественной войны. Проект подвергся критике со стороны чиновников Главного управления путей сообщения и публичных зданий Лифляндской губернии. Он был переделан, однако исторически постройка колокольни ассоциируется с именем Эдельсона.

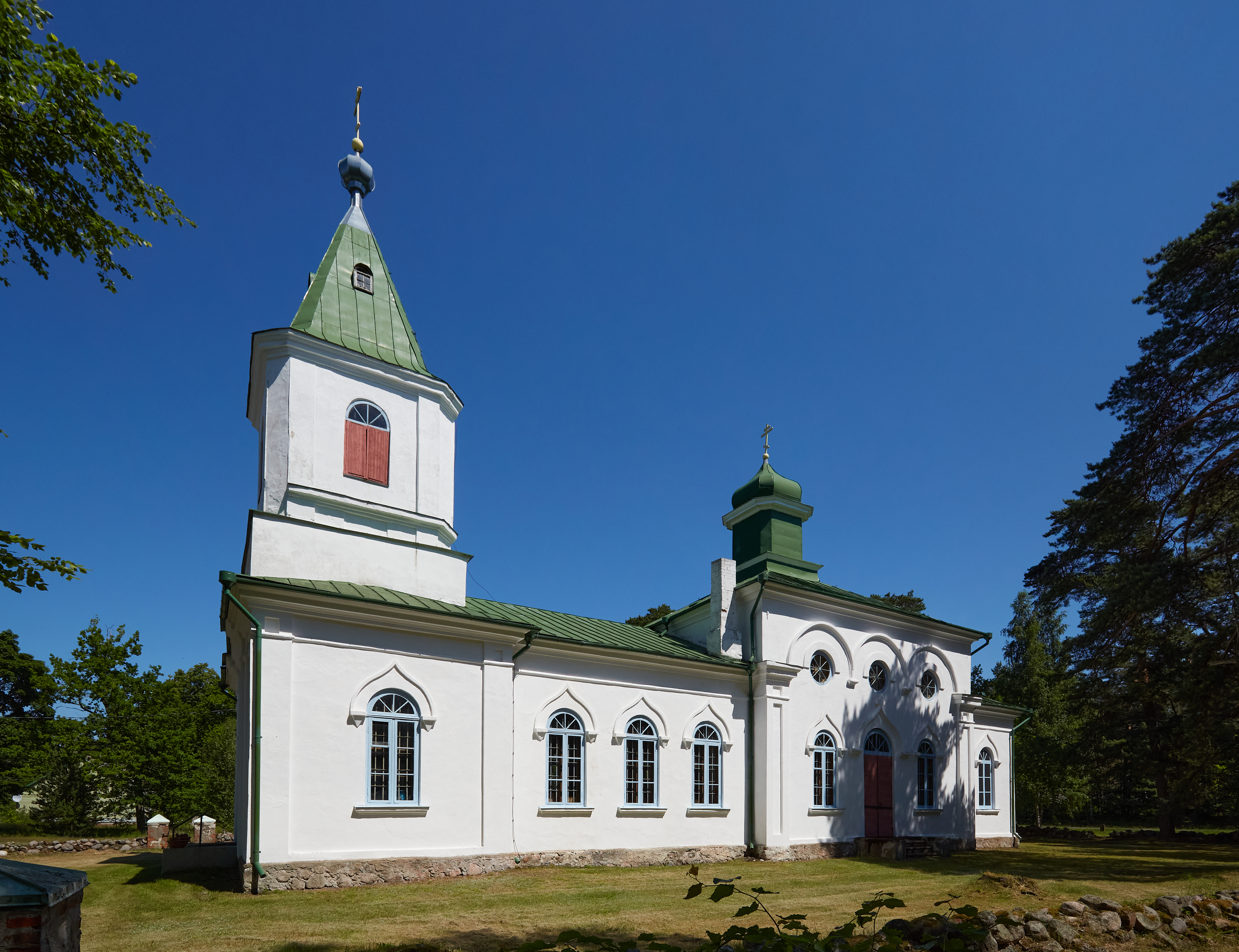
Церковь Преображения Господня в посёлке Хяэдемеэсте, Эстония. Построена в 1872 году

Через некоторое время 18 ноября 1858 года он был назначен на должность главного архитектора Рижской епархии. На протяжении примерно тридцати лет по его проектам были построены доходные дома, преимущественно образцы светской архитектуры в эклектическом стиле. В частности, им были построены дома по адресу  Царско-Садовой, 16 и Блейкштрассе, 12, Мельничной, 18 и Александровской, 80. Оттенок торжественности придают им классические черты, в частности, гармоничное распределение пилястр и полуколонн, однако манера неоклассицизма, к которой обращался Эдельсон, не была «перегружена» орнаментальными деталями, а отличалась гармоничной простотой и элегантной ритмичностью, что избавляло от ощущения излишней помпезности. На Театральном бульваре им были спроектированы корпуса ремесленной школы, в которых впоследствии возникла существующая и в наши дни гостиница «Метрополь», одна из самых передовых и фешенебельных в Риге, где в межвоенный период останавливался Ф. И. Шаляпин.
В 1889 году Эдельсон приступает к разработке проекта строительства православного Преображенского храма на территории Александровских высот, крупного мануфактурно-промышленного пригорода, где проживало довольно много русских православных рабочих, например, известного завода «Проводник». Поскольку бюджет строительства был совсем небольшим, Эдельсон решил спроектировать церковное строение из дерева. Храм напоминает старинные православные церкви XVIII столетия; он органично приспособлен к естественному ландшафту, гармонично вписывается в растительное окружение; у входа расположена изящная ступенчатая колокольня. В начале XX столетия было принято решение строить новый каменный храм большего размера, но военные действия 1915 года не дали этому замыслу осуществиться. В свою очередь, после войны православная община Риги обеднела и подверглась длительной политической дискриминации, в связи с тем проект так и не был осуществлён, так и сегодня в Саркандаугаве находится деревянная церковь, спроектированная Эдельсоном.
В 1891 году на счёт Рижской епархии пришло крупное денежное пожертвование в 100 000 рублей от анонимного жертвователя. Есть предположение, что дарителем мог быть зажиточный торенсбергский купец и фабрикант А. Бовтович; в любом случае, жертвователь уточнил, что большую часть этих средств следовало бы использовать для строительства православного храма на территории Торенсберга. В итоге православный храм Спаса Нерукотворного при Торенсбергском кладбище был построен архитектором Эдельсоном, а руководителем строительных работ был давний сподвижник Эдельсона Николай Воост, курировавший строительство доходных домов по проектам А. Н. Эдельсона. Храм представляет собой изящную и возвышенную православную церковь небольших размеров; при его воздвижении были применены стилевые приёмы, характерные для византийского канона церковного зодчества, в частности, при орнаментальном обрамлении колокольни и нефов.
Также в 1891 году Эдельсон приступает к разработке проекта новой православной Троице-Задвинской церкви. Когда-то над проектом работал архитектор Ян Бауман, но он не успел его осуществить, после чего инженерно-строительный мастер Б. М. Эппингер приступил к уточнению проекта Бауманиса совместно с рижским епархиальным архитектором Владимиром Лунским, Эдельсоном и строителем Николаем Воостом. В процессе строительства скончалась супруга Эдельсона Маргарита Тотлебен, из-за чего Эдельсон погрузился в траур и практически не показывался на работе, а вскоре последовал конфликт заказчиков с Н. Воостом по финансовым причинам. Таким образом, Эдельсон и Воост прервали своё участие в осуществлении строительства ещё в 1894 году.
Затем Эдельсон приступает к строительству храма во имя Архистратига Михаила на улице Московской. Также на этой улице расположен деревянный дом (11/13), который впоследствии подвергался перестройке и сохранил мало черт эдельсоновского проекта.
В ноябре 1892 года Эдельсон приступил к строительству православного храма на Колке, где многие латышские и ливские крестьяне и мануфактурные рабочие на протяжении более пятидесяти лет систематически переходили в православие. Архиепископ Арсений (Брянцев) выпросил у государственных ведомств пособие для воздвижения православной церкви для местного населения. Архитектор Эдельсон выполнил проект, использовав необычные для православного сакрального канона черты, характерные для неоготических церковных построек и приспособив храм к ландшафтной характеристике северной равнинной местности. В период авторитарного правления Карлиса Ульманиса храм стал культурно-просветительским центром духовного и национального возрождения ливского народа.
В 1896 году Эдельсон скончался и был похоронен на рижском Покровском кладбище рядом со своей супругой. Его три дочери проживали в Риге на улице Виландес вплоть до 1939 года, а затем в результате репатриации уехали в Германию.